# Klement Gottwald
Klement Gottwald (født 23. november 1896 i Dědice (Vyškov), Syd-Mähren i Østrig-Ungarn (nu Tjekkiet), død 14. marts 1953) var en tjekkoslovakisk politiker og mangeårig leder af Det tjekkoslovakiske kommunistparti, statsminister og præsident i Tjekkoslovakiet. 